# تأثير الكافيين على الذاكرة
الكافيين عبارة عن مادة زانثين قلويدية بلورية بيضاء مُرّة تعمل كعقار منشط. يمكن أن يكون للكافيين تأثيرات إيجابية وسلبية على جوانب مختلفة من الذاكرة.

بديل = صيغتين الهيكل العظمي : من اليمين إلى اليسار، الكافيين والأدينوسين.

## الكافيين والذاكرة قصيرة المدى
آثار الكافيين على الذاكرة قصيرة المدى مثيرة للجدل. أفادة بعض الدراسات أن العديد من تأثيرات الكافيين تضعف أحيانًا الذاكرة قصيرة المدى والذاكرة العاملة ، بينما تشير الدراسات الأخرى إلى تأثيرات معززة للذاكرة قصيرة المدى.
تبين أن زيادة سعة الذاكرة قصيرة المدى، والذاكرة العاملة لدى البشر -كذلك- تؤدي زيادة سعات الذاكرة إلى الاحتفاظ بمزيد من المعلومات لفترات طويلة من الوقت وتشفير المعلومات من الذاكرة قصيرة المدى إلى الذاكرة طويلة المدى.ومع ذلك ، تجمع الأبحاث على أن تأثير الكافيين على الذاكرة العاملة يعتمد إلى حد كبير على جرعته والذاكرة العاملة.

### التأثيرات السمعية على الذاكرة قصيرة المدى
تم فحص تأثيرات الكافيين على الذاكرة، وعلى الجهاز السمعي. اختبار التعلم السمعي اللفظي هو اختبار ذاكرة يقيم استدعاء قوائم الكلمات في التجارب الفردية والمتعددة التي يتم إجراؤها من خلال النظام السمعي للموضوعات. استدعى الأشخاص الذين تناولوا الكافيين كلمات أقل مما استدعى الأشخاص الضابطين ، وأظهر الأشخاص الذين تناولوا الكافيين عجزًا أكبر في تذكر الأجزاء الوسطى إلى النهاية من القوائم.

## الكافيين والذاكرة طويلة المدى
ثبت أن الكافيين له آثار إيجابية وسلبية وليس له أي تأثير على الذاكرة طويلة المدى.

## الفروق العمرية

### التأثير على الشباب
كانت التأثيرات لهذه الفئة العمرية (15-25) هي الأكثر تباينًا وتضاربًا. من ناحية أخرى ، يبدو أن تأثيرات الكافيين ضارة بالذاكرة قصيرة المدى ، بما في ذلك الذاكرة العاملة ، في حين أن التأثيرات إيجابية إلى حد ما للذاكرة على المدى الطويل (على سبيل المثال ، تتذكر شيئًا أفضل بعد عدة أيام إذا شربت الكافيين أثناء التشفير وكذلك الاسترجاع ، في مقابل عدم تناول الكافيين).

## الفروق بين الجنسين
تدعم العديد من الدراسات فكرة أن الكافيين له تأثير مختلف على الذكور مقارنة بالإناث عندما يتعلق الأمر بالذاكرة. يمكن رؤية هذه الاختلافات من خلال عدد من أنواع الذاكرة (قصيرة المدى ، طويلة المدى ، إلخ) ، مع نظريات مختلفة، تفسر هذه التأثيرات المختلفة.